# Dominique Cina
Dominique Cina (ur. 25 lutego 1962 w Salgesch) – szwajcarski piłkarz grający na pozycji napastnika.

## Kariera piłkarska

### Klub
Cina przez większą część kariery występował w klubie FC Sion. Dopiero pod jej koniec przeniósł się do FC Wettingen, a następnie do Lausanne Sports i FC Fribourg.
W lidze szwajcarskiej rozegrał 299 spotkań i zdobył 127 bramek.

### Reprezentacja
W latach 1984–1987 Cina rozegrał 14 meczów w reprezentacji Szwajcarii. W kadrze zadebiutował 26 maja 1984 roku w towarzyskim meczu przeciwko reprezentacji Hiszpanii.

## Osiągnięcia
- Zdobywca Pucharu Szwajcarii: 1974, 1980, 1982